# Thập ác
Thập ác (十惡) là 10 tội nguy hiểm nhất trong pháp luật Trung Hoa cổ đại:
- Mưu phản (謀反): lật đổ nhà vua
- Mưu đại nghịch (謀大逆): phá hoại đền đài, lăng tẩm, cung điện của vua.
- Mưu bạn (謀叛): phản bội tổ quốc
- Ác nghịch (惡逆): âm mưu giết hay đánh đập ông bà, cha mẹ.
- Bất đạo (不道): vô cớ giết nhiều người.
- Đại bất kính (大不敬): lấy trộm các đồ tế lễ trong lăng tẩm vua, làm giả ấn của vua.
- Bất hiếu (不孝): chửi rủa ông bà cha mẹ, không phụng dưỡng cha mẹ.
- Bất mục (不睦): mưu giết hay bán những thân thuộc (5 đời).
- Bất nghĩa (不義): dân giết quan lại, phản bội người có ơn.
- Nội loạn (內亂): tội loạn luân.